# Kalltjärnen, Hälsingland
Kalltjärnen är en sjö i Söderhamns kommun i Hälsingland och ingår i Norralaåns huvudavrinningsområde.